# Aplosonyx duvivieri
Aplosonyx duvivieri (лат.) — вид жуков-листоедов рода Aplosonyx из подсемейства козявки (Galerucinae, Chrysomelidae). Распространен в Юго-Восточной Азии (Индия, Китай). Мелкие жуки (длина тела 8—9 мм). Этот вид можно отличить от других китайских видов по жёлтому телу, антенны, ноги, лабрум и мандибулы чёрные, а также по густой пунктировке на надкрыльях. Этот вид отличается от A. flavipennis тем, что голова, переднеспинка, щитик и вентральная поверхность грудной клетки жёлтые. Голова маленькая, лобные бугорки отчётливые, усики тонкие, доходят до середины каждого надкрылья, в целом три базальных антенномера блестящие, антенномер 2 самый короткий, антенномер 3 длиннее антенномера 2, антенномер 4 самый длинный и длиннее антенномеров 2 и 3 вместе взятых. Пронотум шире головы, почти в 2 раза шире её длины.